# Плоскотелка красная
Плоскотелка красная (лат. Cucujus cinnaberinus) — вид жуков-плоскотелок. Длина тела взрослого насекомого (имаго) 11—15 мм. Тело красное. Мандибулы, усики, узкий боковой край переднеспинки, большая часть грудной стороны тела и ноги чёрные. Живут под корой дуба (особенно) и клёна, реже хвойных.

## Местообитание
Плоскотелка красная встречается в лесах умеренного пояса Евразии, от Западной Европы до Дальнего Востока России.
Предпочитает старовозрастные лиственные и смешанные леса.Чаще всего обитает под корой дуба черешчатого и дуба скельного, которые являются основным местом обитания в европейской части ареала.
Также встречается под корой дуба монгольского в Южной Сибири, дуба маньчжурского и дуба пробкового на Дальнем Востоке.
Из хвойных деревьев отмечена под корой сосны обыкновенной в Карпатах и на юге европейской части России.
В горных районах Кавказа и в Восточной Сибири обитает под корой берёзы повислой.